# The Neville Brothers
The Neville Brothers – amerykański zespół rhythmandbluesowy, który powstał w 1977 w Nowym Orleanie.
W latach 1968–1976 grupa nazywała się: The Meters. W 1976 zmienili nazwę na The Wild Thoupitoulas.
Najpopularniejsze nagrania zespołu, to: „Sister Rosa”, „Fire and Brimstone”, „Wild Indians”, „Brother Blood” i „Sons and Daughters”. Utwór „Bird on a wire”, wykorzystany był jako, ścieżka muzyczna do filmu o tym samym tytule. W rolach głównych zagrali Mel Gibson oraz Goldie Hawn.